# 信号灯 (ライフゲーム)
信号灯（しんごうとう、traffic light）とは、ライフゲームに出てくる振動子（しんどうし、oscillator）のひとつである。意訳して交通信号ともいう。出現する頻度が特に高く、名前のついている組み合わさった物体の中ではトップの出現率である。さらに、全てのブリンカーが中心を向いている時に真ん中にドットを置くと5単位時間後に消滅する。

## 生成
Tテトロミノや、Iペントミノ、Lペントミノから生成することが多いが、ほかにも生成経路はたくさんある。
上から順にTテトロミノ、L(Q)ペントミノ、I(O)ペントミノである。